# Cmentarz w Wakijowie
Cmentarz w Wakijowie – rzymskokatolicka nekropolia w Wakijowie, dawniej unicka i prawosławna.
Cmentarz w Wakijowie związany był pierwotnie z unicką cerkwią Wniebowzięcia Najświętszej Maryi Panny w miejscowości. Po likwidacji unickiej diecezji chełmskiej świątynia ta została odgórnie przemianowana na prawosławną. Funkcjonowała do 1915, gdy miejscowi wierni udali się na bieżeństwo, a następnie w latach 1931–1938 jako placówka nieetatowa. W 1938 została zburzona podczas akcji polonizacyjno-rewindykacyjnej. Prawosławni byli w Wakijowie w nieznacznej większości. 
Cmentarz jest obecnie własnością parafii rzymskokatolickiej w Perespie. Na terenie cmentarza w latach 80. XX wieku wzniesiono kościół bł. Rafała Kalinowskiego.

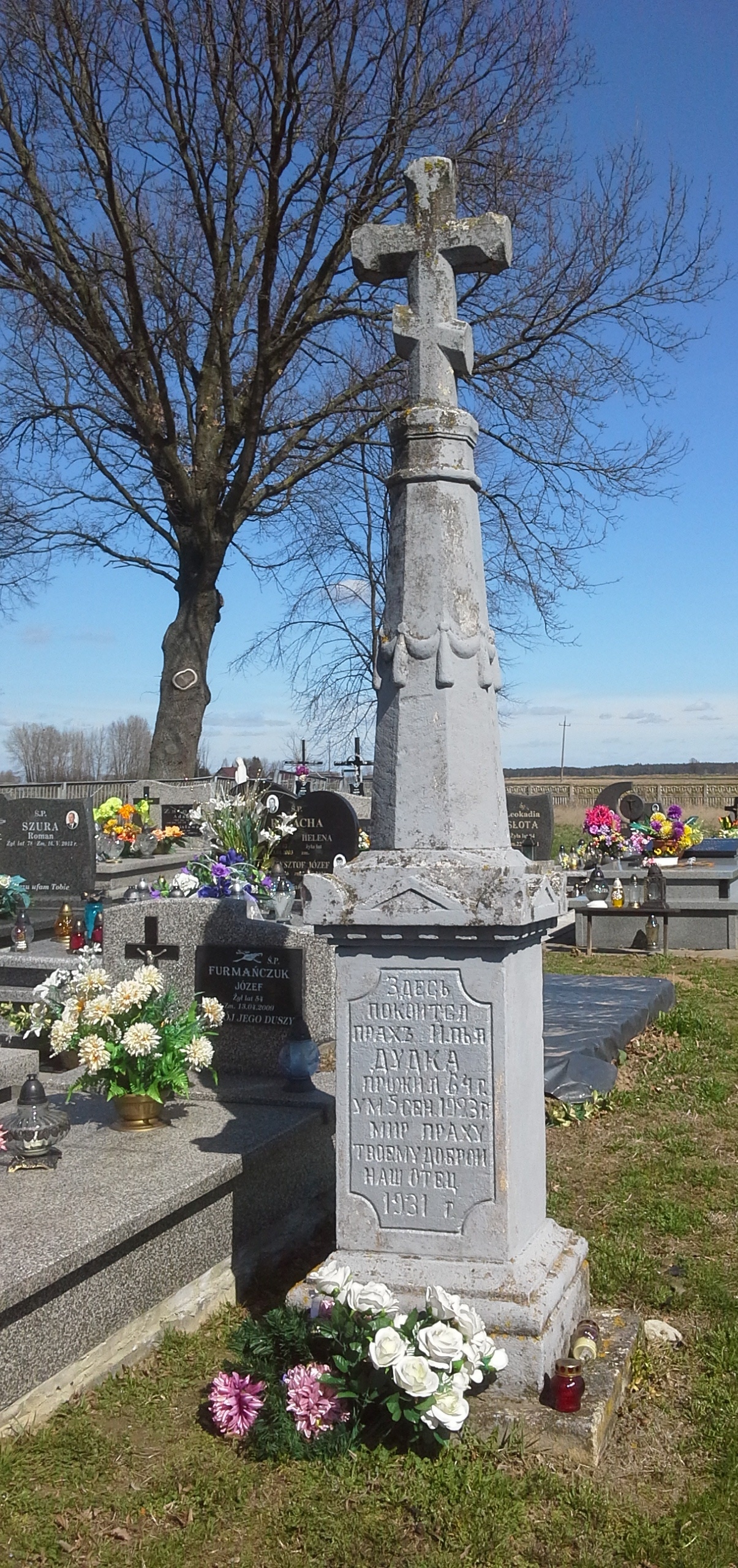
Nagrobek prawosławny (1931)
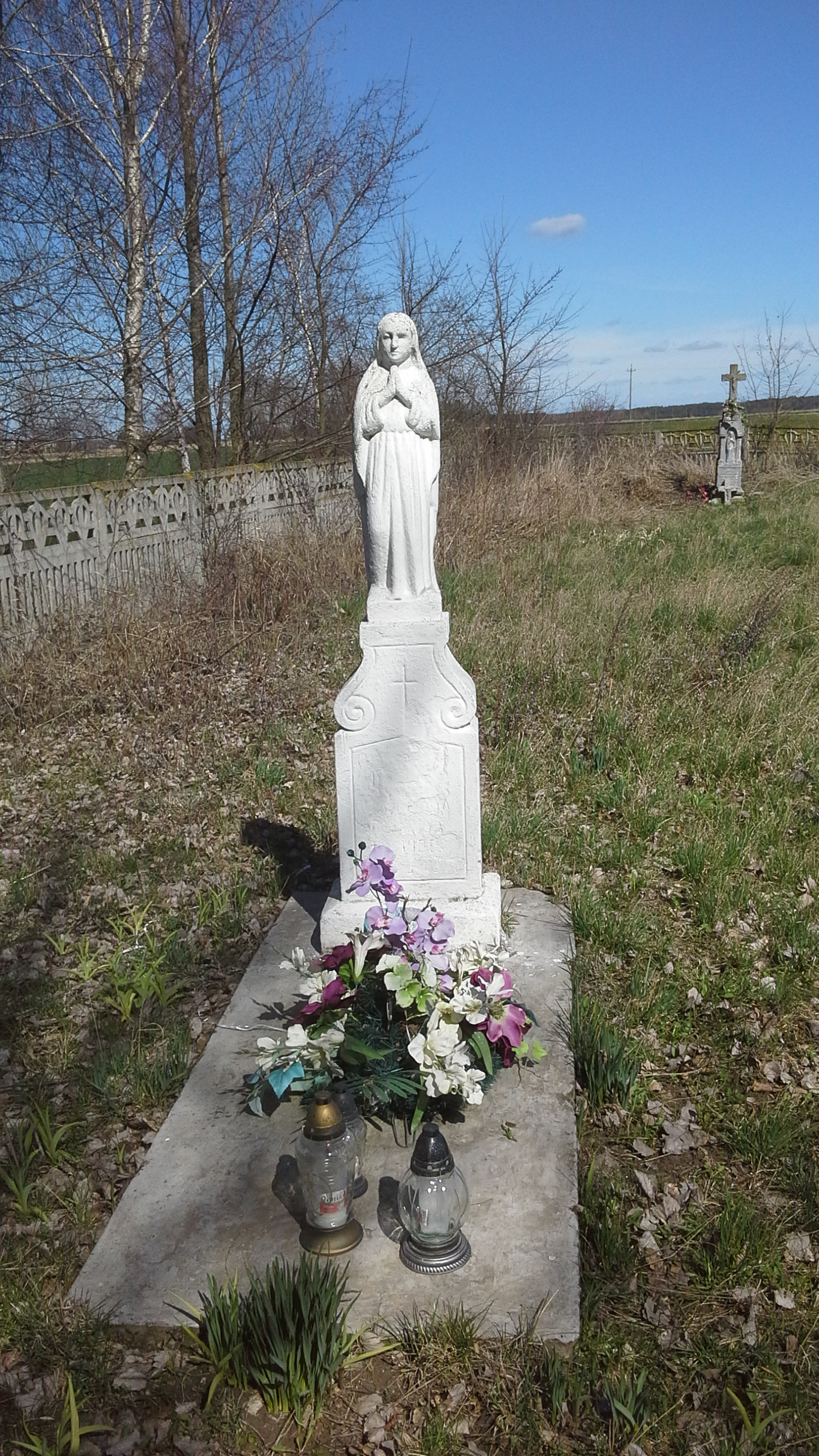
Nagrobek z ludową rzeźbą (tablica inskrypcyjna zatarta)
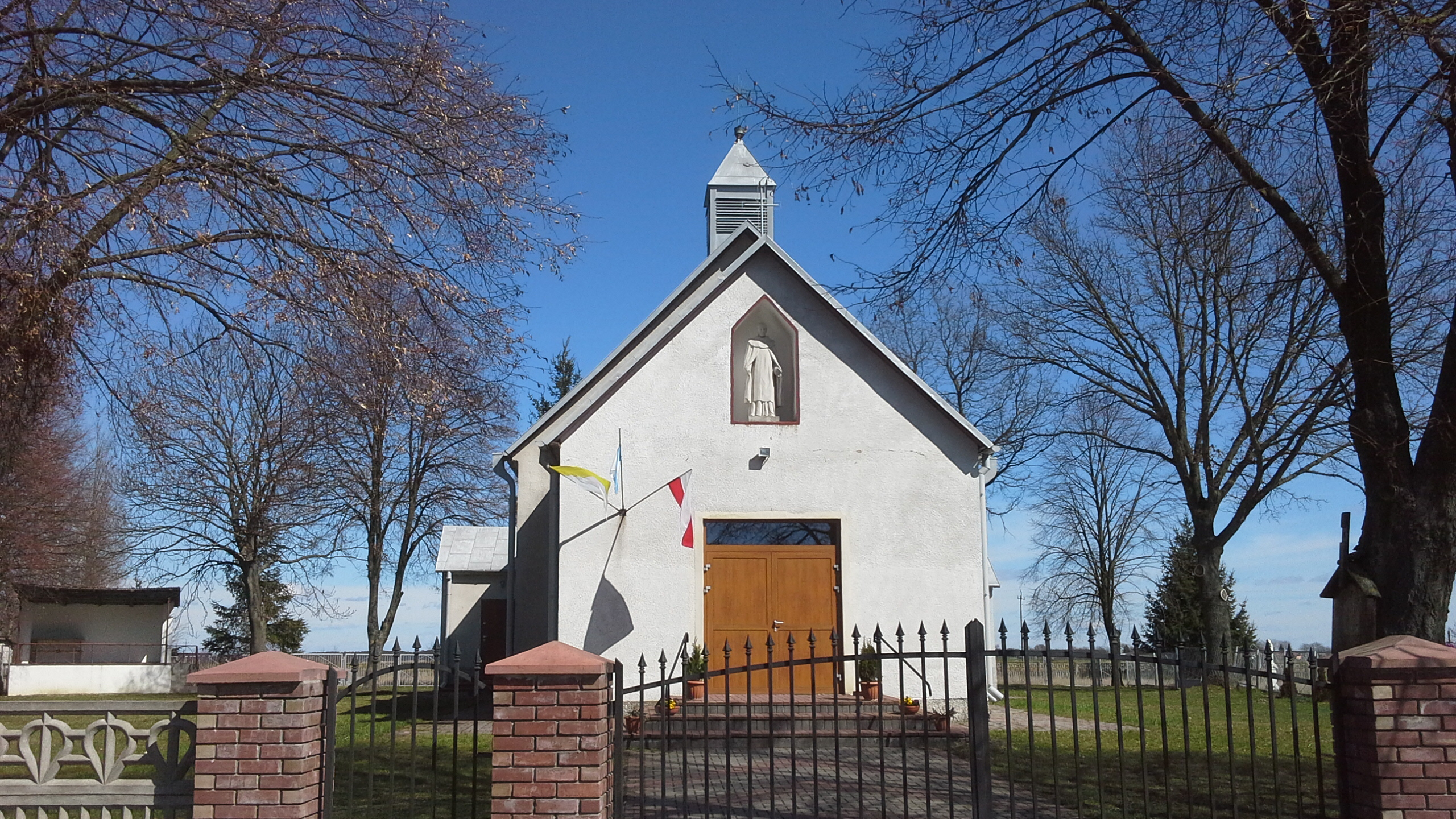
Kościół bł. Rafała Kalinowskiego